# Tour della nazionale maschile di rugby a 15 dell'Argentina 1988
Il tour della nazionale di rugby a 15 dell'Argentina 1988  fu una serie di incontri di rugby disputata nel 1988 in Francia.
Dopo un periodo di isolamento politico-sportivo, conseguente alla Guerra delle Falkland, la nazionale argentina torna a visitare periodicamente l'Europa. È un periodo difficile, in quanto, esaurita l'epoca dei grandi talenti degli anni settanta come Hugo Porta, si assiste ad una crisi di ricambio che durerà sino alla fine degli anni novanta.
Nel 1988 l'Argentina si reca in Francia dove subisce due sconfitte con la nazionale francese. Da segnalare che pochi mesi prima, la stessa Francia si era recata in Sudamerica giocando due test con l'Argentina stessa, con una vittoria a testa.

## Risultati
Sistema di punteggio: meta = 4 punti, Trasformazione=2 punti.Punizione = 3 punti. drop = 3 punti. 
| Arbitro: | Jean Pierre Doulcet |

|                     |      |          |
| Carteau 3, Lafond 3 | c.p. | Baetti 5 |

| Arbitro: | René Hourquet |

|                     |      |                        |
| García, Nicol Blanc | mt   | Cuesta Silva, Carreras |
| Trille              | tr   | Baetti                 |
| Trille 3            | c.p. | Baetti 3               |

| Arbitro: | Claude Debat |

|           |      |                                   |
| Bey       | mt   | Cuesta Silva, Conti Mesón, Madero |
| Amalric   | tr   | Mesón                             |
| Amalric 3 | c.p. | Mesón, Loffreda                   |

| Arbitro: | Gaston Salle |

|          |      |          |
| Carbonne | mt   | Mendy    |
| Berot 2  | c.p. | Turnes 4 |

| Arbitro: | Philippe Neyrat |

|                               |      |                  |
| Peytavin, Lespinasse Courtiol | mt   | Mesón, Dominguez |
| Lafond 2                      | tr   | Dominguez        |
| Lafond 3, Le Bourhis          | c.p. | Dominguez 4      |
| Barboteau                     | drop |                  |

| Arbitro: | Sandy McNeil |

| |            | |
| Blanco 2, Cecillon Lagisquet, Rodriguez | mt         | |
| Berot 3 | tr         | |
| Berot | c.p.       | Turnes 3 |
| 15.Serge Blanco, 14.Philippe Berot, 11.Patrice Lagisquet, 13.Philippe Sella, 12.Marc Andrieu, 10.Franck Mesnel, 9.Henri Sanz, 8.L.Rodiguez, 7.M.Cecillon, 6.E.Champ, 5.Jean Condom, 4.Gilles Bourguignon, 3.P.Odarts, 2.P.Dintrans cap., 1.L.Armary | Formazioni | 15.Alejandro Scolni, 14.Diego Cuesta Silva, 11.Cristian Mendy, 13.Marcelo Loffreda, 12.Fabián Turnes, 10.Rafael Madero, 9.Federico Silvestre, 8.J.Allen(c), 6.P.Garreton, 7.F.Conti, 5.Eliseo Branca, 4.Alejandro Iachetti, 3.S.Dengra, 2.J.J. Angelillo, 1.D.Cash |

| Arbitro: | Gerome Bressy |

|                      |      |                                         |
| Nivet , meta tecnica | mt   | Terán 2, Loffreda Buabse , meta tecnica |
| Farencq 2            | tr   | Dominguez 3                             |
| Farencq              | c.p. | Dominguez 3                             |

| Arbitro: | Sandy MacNeil |

| |            | |
| Sanz, Cecillon Andrieu, Sella | mt         | |
| Berot 3 | tr         | Turnes 5 |
| Berot 2 | c.p.       | |
| | drop       | Madero |
| 15.Serge Blanco, 14.Philippe Berot, 11.Patrice Lagisquet, 13.Philippe Sella, 12.Marc Andrieu, 10.Franck Mesnel, 9.Henri Sanz, 8.L.Rodriguez cap., 7.M.Cecillon, 6.E.Champ, 5.Jean Condom, 4.Alain Lorieux, 3.P.Ondarts, 2.P.Marocco, 1.L.Armary, sostituti: , Pierre Harislur-Arthapignet | Formazioni | 15.Alejandro Scolni, 14.Diego Cuesta Silva, 11.Cristian Mendy, 13.Marcelo Loffreda, 12.Fabián Turnes, 10.Rafael Madero, 9.Alfredo Soares Gache, 8.G.Milano, 7.J.Allen cap., 6.P.Garreton, 5.Eliseo Branca, 4.Alejandro Iachetti, 3.S.Dengra, 2.J.J. Angelillo, 1.D.Cash, sostituti: , Dardo Gonzalez, Sebastian Salvat |